# Friends of Israel
The Friends of Israel Initiative (FOII) je iniciativa bývalého španělského premiéra José María Aznara na podporu Státu Izrael, která vznikla v roce 2010 jako protireakce protiizraelským náladám v Evropě. 
Mezi spoluzakladatele iniciativy patří celá řada významných evropských a amerických osobností jako bývalý český prezident Václav Havel, bývalý premiér Severního Irska a držitel Nobelovy ceny za mír David Trimble nebo bývalý vyslanec Spojených států při OSN John Bolton.
Iniciativa je protireakcí na antisemitské nálady především v Evropě, ale i na ne tolik přátelskou politiku Baracka Obamy vůči Izraeli. Podle zakladatele José Maríi Aznara je „obrana Izraele nejlepší způsob jak chránit Západ“ a „pokud padne Izrael, padne s ním i západní svět.“

## Zakladatelé
- José María Aznar, bývalý premiér Španělska
- George Weigel, spisovatel a politický aktivista
- Robert Agostinelli, zakladatel Rhone Group
- Alejandro Toledo, bývalý prezident Peru
- Václav Havel, bývalý prezident České republiky
- Marcello Pera, bývalý předseda Senátu Parlamentu Itálie
- David Trimble, bývalý premiér Severního Irska a laureát Nobelovy ceny míru
- Andrew Roberts, historik
- John R. Bolton, bývalý velvyslanec USA při OSN
- Carlos Bustelo, bývalý španělský ministr průmyslu
- Fiamma Nirenstein, místopředsedkyně zahraničního výboru Poslanecké sněmovny Parlamentu Itálie
- George Weidenfeld, člen Sněmovny lordů